# Каваллини, Пьетро
Пьетро Каваллини (итал. Pietro Cavallini, ок. 1240 — 1330, Рим) — итальянский живописец эпохи Проторенессанса, автор мозаик и фресок.

## Биография и творчество
О жизни художника известно очень мало. Дата его рождения определяется приблизительно между 1240 и 1250 годами. Несомненной является только информация о его римском происхождении, так как свои работы он нередко подписывал «pictor romanus». Каваллини жил и работал в Риме и, предположительно, там же и умер.
Первой известной работой Каваллини считаются фрески в церкви Сан-Паоло-фуори-ле-Мура, созданные на сюжеты из Ветхого и Нового Завета. Фрески погибли при пожаре 1823 года; сохранились лишь копии.
Около 1291 года художник работает над циклом мозаик в церкви Санта-Мария-ин-Трастевере. В них просматриваются черты, свойственные византийскому искусству, а также элементы древнехристианской живописи и некоторые приёмы построения перспективы, характерные для позднеантичной живописи.
Наиболее известным произведением Каваллини считаются фрески, созданные им около 1293 года для церкви Санта-Чечилия-ин-Трастевере. Здесь он во многом отходит от византийских канонов: вместо резких цветовых контрастов появляются мягкие светотеневые переходы, которые позволяют преодолеть плоскостной, абстрактный характер, присущий византийской живописи.
Каваллини участвовал в создании мозаики, так называемой Навичеллы в атриуме церкви святого Петра. Ему приписываются и мозаика, и орнамент на гробнице Эдуарда Исповедника в Вестминстерском аббатстве. За благочестивую жизнь его считали святым; по преданию, распятие его работы в базилике Сан-Паоло-фуори-ле-Мура, близ Рима в 1370 году обратилось с речью к одной святой.
Творческое наследие Каваллини нельзя назвать многочисленным, но оно занимает важное место в истории итальянского искусства. Художник вновь обращается к античному искусству, забытому его предшественниками; для его работ характерно то стремление к отражению реальной жизни, которое станет определяющим для всего последующего развития искусства. В его монументальных произведениях обращают на себя внимание величественность фигур в сочетании с естественностью пропорций; попытки художника построить трёхмерное пространство создают ощущение глубины.
Искусство Каваллини оказало влияние на Джотто и других художников итальянского Возрождения.